# Ann-Sofie Järnström

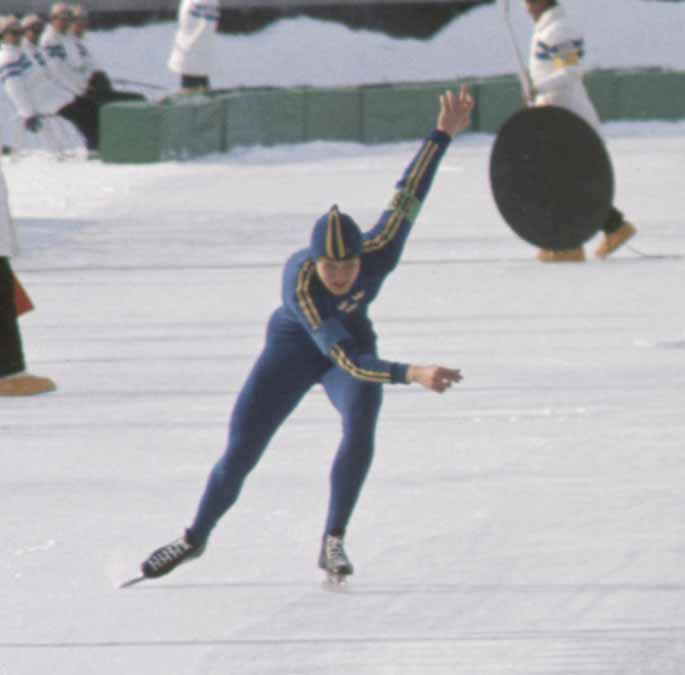
Ann-Sofie Järnström

Ann-Sofie Maria Järnström (Kristinehamn, 16 juli 1949) is een voormalige Zweedse schaatsster.
Op internationaal niveau debuteerde Soffan, zoals haar koosnaampje luidde, op de Olympische Winterspelen van 1972 in Sapporo, waar zij op de 500, 1000 en 1500 meter uitkwam. Een vijftiende plaats op de 500 meter was daar haar beste resultaat.
Vanaf 1973 verscheen zij regelmatig op toernooien, achter de Zweedse kampioene Sylvia Filipsson. Op het EK allround in het Noorse Brandbu werd zij dat jaar veertiende, op het Wereldkampioenschap in Strömsund, Zweden, kwam zij niet verder dan de zeventiende plaats. Järnström was vooral sterk op de korte afstanden en was jarenlang de beste Zweedse sprintster. Op het Wereldkampioenschap in Oslo van 1973 eindigde zij nog als dertiende, een jaar later werd zij in Innsbruck zesde, haar beste prestatie ooit. In 1979 pakte zij op het WK in Inzell een bronzen medaille op de 500 meter.
Op de Olympische Winterspelen van 1976 (Innsbruck) kon zij niet schitteren, met een dertiende notering op de 500 meter en een veertiende op de duizend meter, maar vier jaar later in Lake Placid liep zij met haar tijd van 42,47 s op de 500 meter, even goed voor een nieuw Olympisch record, nèt een medaille mis en eindigde zij als vierde.
Na dit toernooi nam zij afscheid van de wedstrijdsport.

## Persoonlijke records
- 500 meter: 41.96 (1980)
- 1000 meter: 1.25.03 (1980)
- 1500 meter: 2.19.59 (1975)
- 3000 meter: 5.05.80 (1977).